# 尚衣監
尚衣监，明朝宦官官署名，为十二监之一，延设至清朝。

## 官制
- 掌印太监，一员；
- 管理，无定员；
- 佥书，无定员；
- 掌司，无定员；
- 监工，无定员。

## 简介
尚衣监是明朝宦官官署名，为十二监之一，设有掌印太监主管，下设有管理、佥书、掌司、监工等员。尚衣监掌管皇帝所用的冠冕、袍服、履舄、靴袜。清朝顺治时，十三衙门也包括尚衣监。康熙帝即位后设内务府，尚衣监裁撤归并入内务府。
乾隆十六年（1751年），咸安宫官学迁出咸安宫（位于内廷外西路寿康宫以北、英华殿以南）。同年，乾隆帝为庆贺皇太后六十寿辰，将咸安宫修葺后改称“寿安宫”，此后成为皇太后、妃等居住之所。移出的咸安宫官学迁至西华门内、武英殿以西的尚衣监。后来，由于尚衣监年久失修，房屋倾圯，乾隆二十五年（1760年）在尚衣监旧址偏西为咸安宫官学新建校舍，有门三间，门内有一座影壁，内有三进院，每进院正房三间，东西厢房各三间，共有房二十七间。新建的校舍依咸安宫官学的名称仍命名为“咸安宫”。咸安宫建成后，尚衣监改设在咸安宫的东、西配殿内。
1912年，咸安宫遭火灾焚毁。民国三年（1914年）6月2日在咸安宫原址正式动工兴建宝蕴楼，作为古物陈列所的文物库房，民国四年（1915年）6月完工，交付使用。

## 明历代尚衣监太监
- 洪武：
- 永乐：
- 宣德：
- 正统：
- 景泰：
- 天顺：梅忠
- 成化：余俊
- 弘治：覃舆、梁嵩[10]、杨定、廖屏、宁诚
- 正德：魏文质、杜甫
- 嘉靖：马腾
- 隆庆：
- 万历：
- 泰昌：
- 天启：
- 崇祯：王之佐

## 延伸阅读
- 东乡有座太监牌坊，抚州新闻网，2013-4-11